# Trachypithecus shortridgei
Il presbite di Shortridge (Trachypithecus shortridgei Wroughton, 1915) è un primate catarrino della famiglia dei cercopitecidi: in particolare, questo animale fa parte della tribù dei Presbytini, comprendente le specie asiatiche della sottofamiglia dei Colobinae.
Vive nella regione di Gongshan, nello Yunnan (Cina meridionale) e nel
Myanmar, a est del fiume Chindwin: in tal modo, la sua diffusione è continua rispetto a quella del presbite dal ciuffo (Trachypithecus pileatus), il quale vive ad ovest di tale fiume.
Poco o nulla si conosce del suo stile di vita, tuttavia è lecito supporre che non si discosti molto da quello delle specie congeneri. Si tratterebbe dunque di animali diurni ed arboricoli, che vivono in harem composti da un unico maschio e numerose femmine e cuccioli, che delimitano un proprio territorio da difendere gelosamente. Si nutrono di foglie, ma all'occorrenza non disdegnano anche frutti e fiori.